# Mollalı (Bərdə)
Mollalı è un comune dell'Azerbaigian situato nel distretto di Bərdə. Conta una popolazione di 2 568 abitanti.